# 家の頌歌

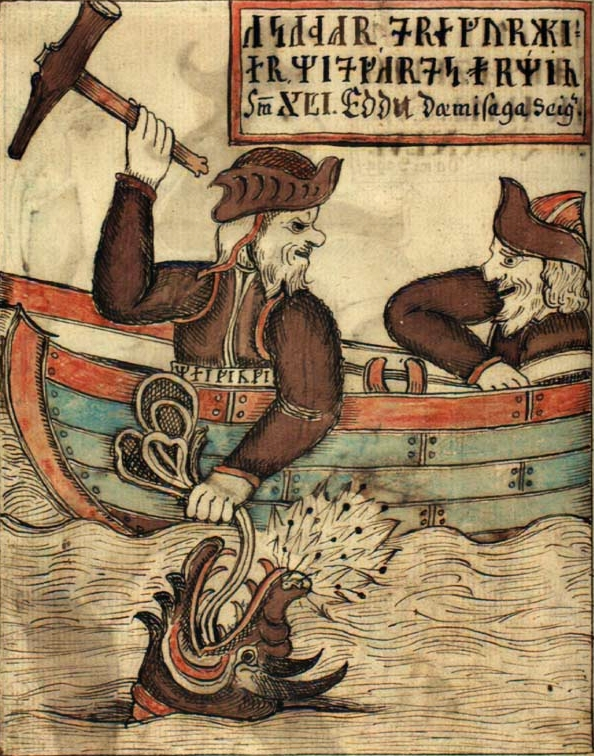
トールがヨルムンガンドを釣り上げようとする姿。18世紀アイスランドの写本『NKS 1867 4to』（デンマーク王立図書館所蔵）より。

『家の頌歌』 （いえのしょうか、Húsdrápa）は、アイスランドのスカルド詩人ウールヴル・ウッガソン (en:Úlfr Uggason) の作とされるスカルド詩である。『フスドラーパ』『フスドラパ』とも。
『ラックス川谷のサガ』によると、この詩は978年の冬に Herdholt で催された婚礼の席にて詠まれたとされている。会場となった食堂の間仕切りや屋根板には神話の場面が描かれており、ウルヴはその神話の解説としてこの詩を詠んだのだという。
元の詩は残っておらず、スノッリの『エッダ』の中に、部分的に引用されて保存されていた。トールに関する部分が3節、バルドルに関する部分が5節、ブリーシンガメンに関する部分が1節である。
『エッダ』に引用された聯では、以下の3つの話が語られていた。
- トールの魚釣りの旅。この物語は古エッダの『ヒュミルの歌』や、その他『ラグナル頌歌』などでも語られている[8]。
- バルドルの葬儀[9]。
- ブリーシンガメンを巡る、ロキとヘイムダルの戦い。他の資料にはほとんど残されていない神話だが、スノッリ・ストゥルルソンはその内容を知っていたらしい[7]。

北欧神話の物語を含んでいる数少ないスカルド詩の一つである。

## 関連文献
- Hollander, Lee M (1968). The skalds : a selection of their poems. [Ann Arbor]: University of Michigan Press.
- Press, Muriel (transl.) (1899). Laxdale Saga. London: The Temple Classics.